# 14 Herculis c
14 Herculis c – niepotwierdzona planeta pozasłoneczna orbitująca wokół gwiazdy 14 Herculis. Jeśli istnieje, najprawdopodobniej należy do grupy gazowych olbrzymów, takich jak Jowisz czy Saturn.